# 1922 en combiné nordique
| Années du combiné nordique : 1919 - 1920 - 1921 - 1922 - 1923 - 1924 - 1925    |
| Décennies du combiné nordique : 1890 - 1900 - 1910 - 1920 - 1930 - 1940 - 1950 |

Cette page reprend les résultats de combiné nordique de l'année 1922.

## Festival de ski d'Holmenkollen
L'édition 1922 du festival de ski d'Holmenkollen fut remportée par le norvégien Harald Økern
devant ses compatriotes Johan Grøttumsbråten et Thoralf Strømstad.

## Championnats nationaux

### Championnat d'Allemagne
L'épreuve du championnat d'Allemagne de combiné nordique 1922 fut remportée par Vinzenz Buchberger.

### Championnat de Finlande
Les résultats
du championnat de Finlande 1922
manquent.

### Championnat de France
Les résultats
du championnat de France 1922,
organisé à Morez,
manquent.

### Championnat d'Italie
Le championnat d'Italie 1922 fut remporté par Giuseppe Ferrara.

### Championnat de Norvège
Le championnat de Norvège 1922 se déroula à Gjøvik, sur le Tranbergbakken.
Le vainqueur fut Thorleif Haug, suivi par Einar Landvik et Johan Grøttumsbråten.

### Championnat de Pologne
Le championnat de Pologne 1922 fut remporté par Andrzej Krzeptowski, du club SNPTT Zakopane.

### Championnat de Suède
Le championnat de Suède 1922 a distingué Olof Tandberg (sv), du club Djurgårdens IF.

### Championnat de Suisse
Le championnat de Suisse de ski 1922 a eu lieu à Davos.
Le champion 1922 fut Peter Schmid, de Gstaad.